# Над Тисою (фільм)
Над Тисою (рос. Над Тиссой) — радянський фільм 1958 року, знятий режисером Дмитром Васільовим.

## Сюжет
1951 рік. З Берліна їде демобілізований молодий старшина, герой війни Іван Белограй. Попутник — начальник лісосплавної контори Дзюба — вивідує у Белограя, що його батьки загинули під час війни, а сам він після війни листувався з дівчиною із Закарпаття — Терезією Симак, вирішив демобілізуватися і поїхати до цієї дівчини, щоб згодом одружитися з нею. Подорожні виходять разом на станції і сідають у вантажівку. По дорозі Белограй просить водія зупинитися біля пам'ятника радянським воїнам, загиблим при звільненні Закарпаття. Водій Скибан підкрадається до Белограя ззаду і завдає йому смертельний удар. Знявши з Белограя військову форму, забравши документи і прикривши тіло камінням, злочинець ховається.

## У ролях
- Валентин Зубков — «Іван Белограй», він же Кларк, ворожий диверсант
- Афанасій Кочетков — Андрій Іванович Смолярчук, старшина прикордонних
- Тетяна Конюхова — Терезія Симак
- Ніна Нікітіна — Марія Василівна Симак, мати Терезії
- Андрій Гончаров — Шапошников, капітан прикордонних військ
- Олександр Хвиля — Громада, генерал прикордонних
- Дмитро Дубов — Зубавін, майор прикордонних військ
- Леонід Чубаров — Волошенко, прикордонник
- Віктор Соломатін — Степанов, прикордонник
- Володимир Гусєв — справжній Іван Федорович Белограй
- Магдалина Зізда - листоноша
- Степан Каюков — Стефан Янович Дзюба, ворожий резидент
- Микола Крючков — Михайло Скибан, шофер з ліспромгоспу, диверсант
- Костянтин Старостін — Граб, диверсант

## Знімальна група
- Сценарій : Олександр Авдєєнко
- Режисер : Дмитро Васільєв
- Оператор : Микола Большаков
- Композитор : Лев Шварц
- Художник : Абрам Фрейдін